# Chrysolophus amherstiae
Il fagiano di Lady Amherst (Chrysolophus amherstiae (Leadbeater, 1829)) è un uccello della famiglia dei Fasianidi. Il suo nome è un omaggio alla contessa Sarah Amherst, moglie di William Pitt Amherst, governatore generale delle Indie, che ne inviò i primi esemplari a Londra nel 1828.
La specie è originaria della Cina sud-occidentale e della Birmania, ma è stata introdotta in altri paesi. Ne esiste in particolare una piccola popolazione in Inghilterra, nel Bedfordshire.

## Etimologia

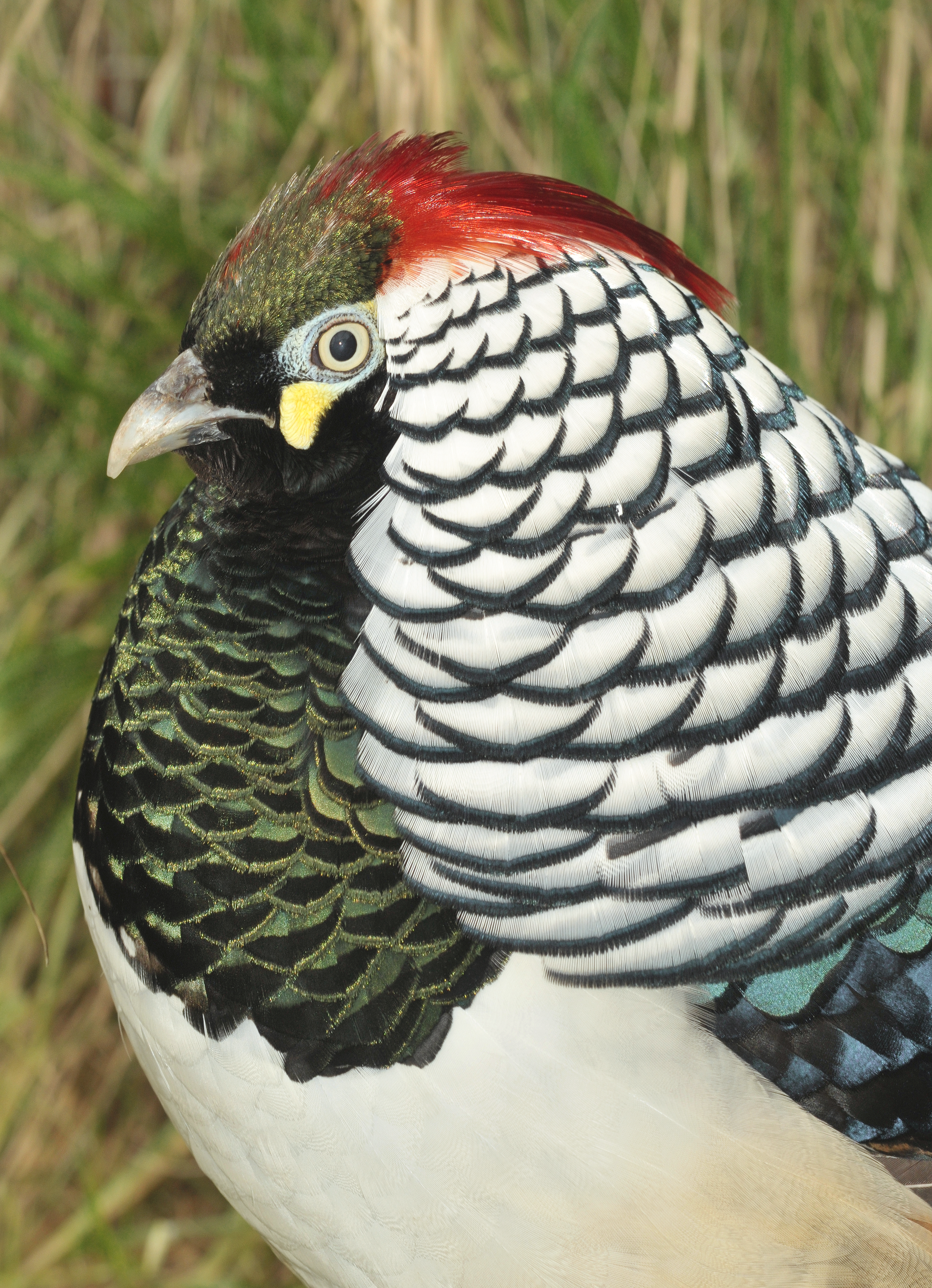
Primo piano di un maschio

I primi esemplari in vita importati in Europa furono due maschi spediti a Londra nel 1828 da William Pitt Amherst, diplomatico inglese e governatore generale delle Indie dal 1824 al 1828. A partire da questi due esemplari Leadbeater descrisse la specie nel 1829 con il nome di «Phasianus Amherstiae» in omaggio a Lady Sarah Amherst (1762-1838). Infatti Lady Sarah, contessa di Amherst e moglie del governatore britannico, ricevette in dono questi due fagiani dal sovrano birmano Bagyidaw, in quanto, si dice, affascinata dalla loro bellezza. Gli uccelli trascorsero due anni in cattività in India, ma non sopravvissero a lungo in Inghilterra. Lady Amherst scomparve nel 1838, ma il suo nome rimane per sempre associato a questo fagiano.
La splendida varietà di colori di questa specie le ha valso diversi nomi vernacolari cinesi come «Houa-ze-ki» o «Kwa-kwa-chi», che significano «fagiano fiorito» o «fagiano diamante» (epiteto che rispecchia anche il corrispettivo nome tedesco «Diamantfasan»), ma il nome ufficiale cinese è «Baifu jinji». Padre David, nel 1877, riferì che a causa della sua predilezione alimentare per i germogli di bambù, i cinesi gli avevano attribuito il nome locale di «Seng-ky», vale a dire «gallina delle gemme» (Hennache & Ottaviani 2006).

## Descrizione

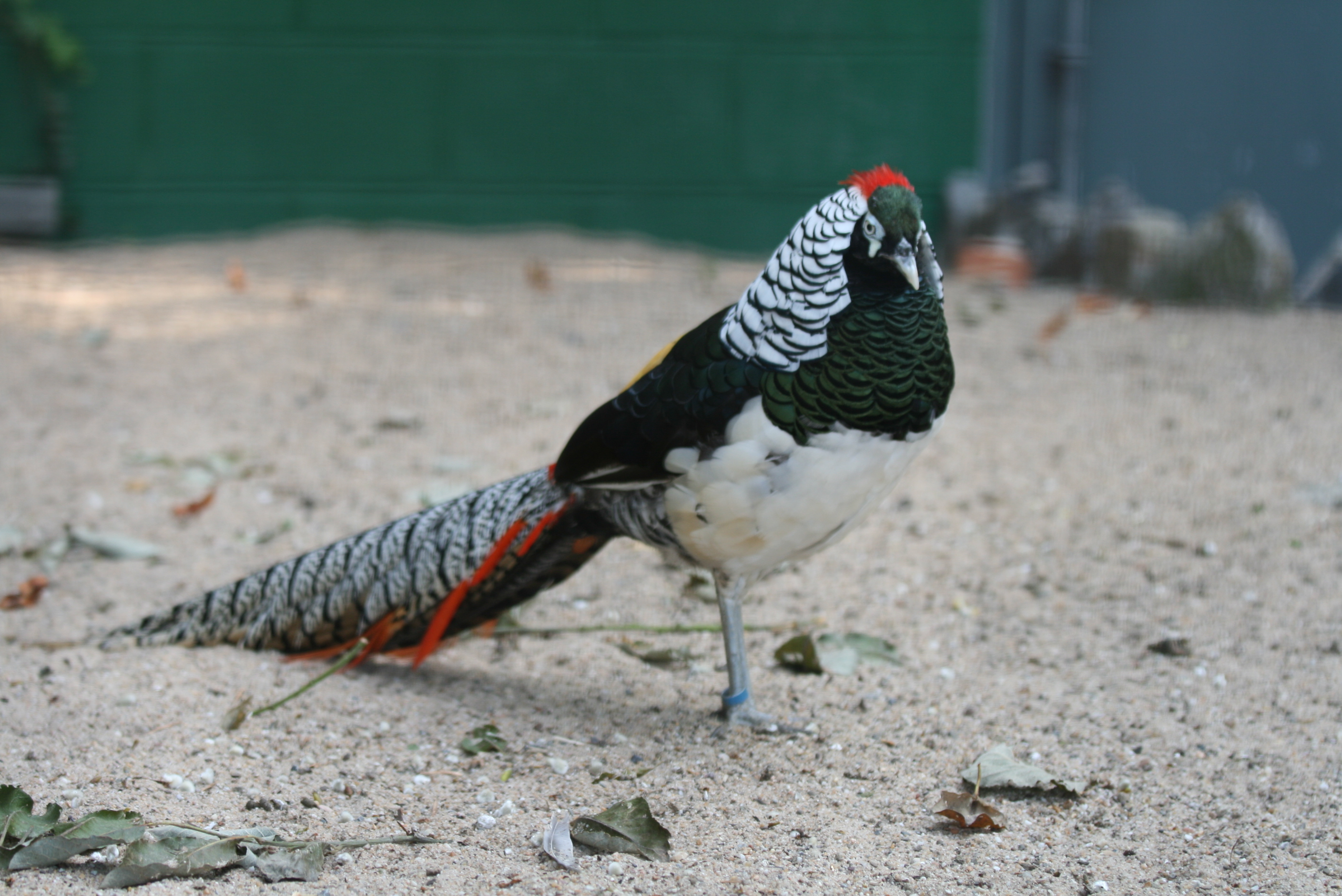
Un esemplare maschio adulto

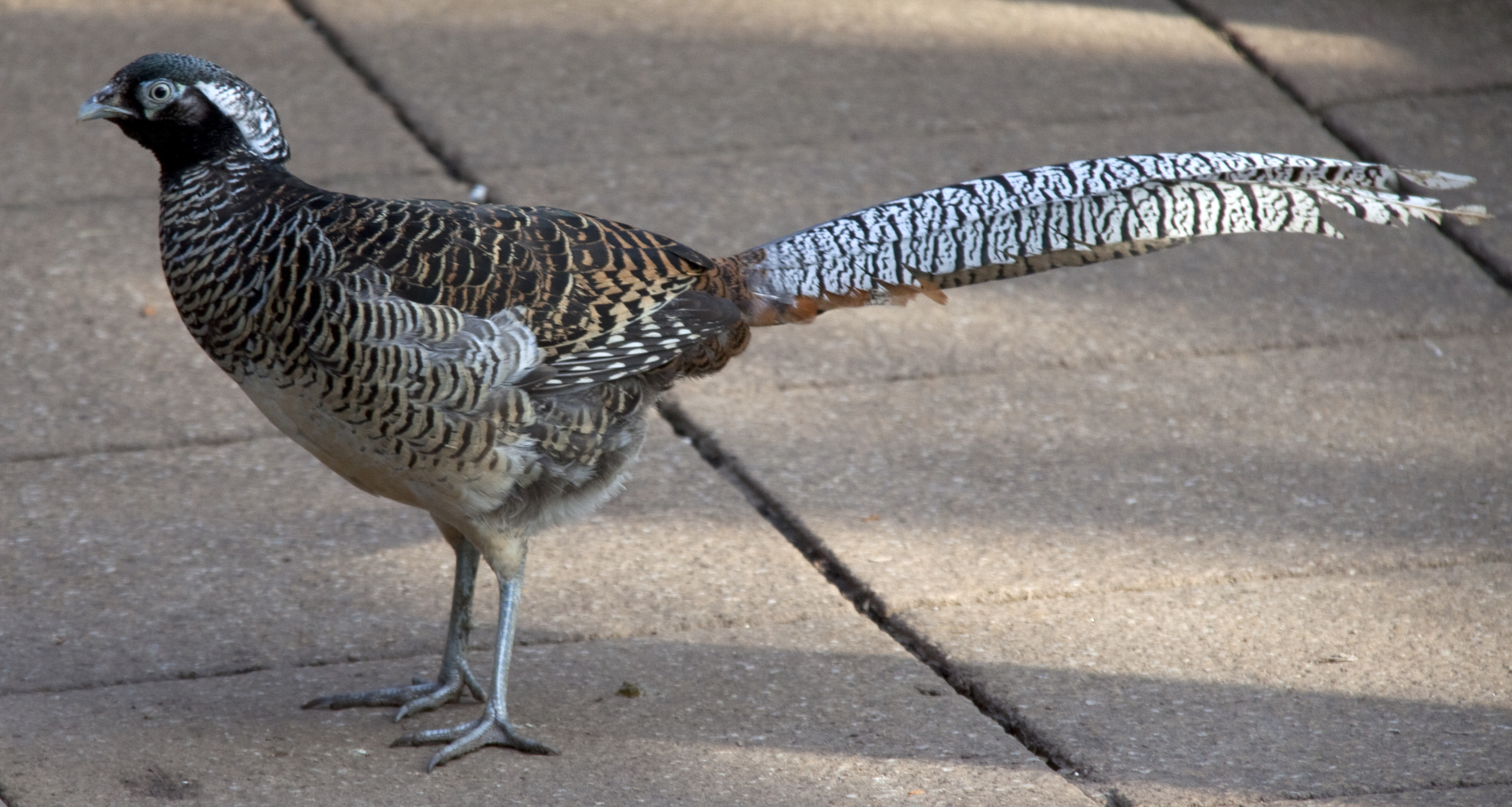
Un esemplare maschio giovane

### Dimensioni
Il maschio misura 100-130 cm di lunghezza, dei quali 80-110 spettanti alla coda, per un peso di 650-900 g. La femmina, molto più piccola, misura 55-70 cm di lunghezza, dei quali 30-45 spettanti alla coda, per un peso di 600-750 g.

### Aspetto
Nel maschio il capo è sormontato da una cresta composta da lunghe piume filiformi rosso scarlatto. La pelle nuda attorno agli anelli oculari è di colore azzurrognolo-grigiastro; la faccia, il mento e la gola sono in nero metallico macchiato di verde; la parte superiore del petto è di un brillante verde metallico con iridescenze bluastre che contrasta fortemente con il bianco candido della zona inferiore e ventrale. La mantellina, che si presenta molto ampia e arrotondata, è composta da penne bianche con gli apici esterni bordati di nero cangiante in blu che conferiscono a tutto l'insieme un aspetto squamato. I fianchi sono di colore blu intenso; il dorso e le ali sono blu-verdi con riflessi metallici sfumanti nel nero. Il groppone è giallo dorato, con le copritrici superiori della coda e le frangiature esterne rosso scarlatto; la coda, molto lunga, è bianca con pesanti barrature e variegature nere che nel complesso la fanno apparire argentata. L'iride è bianco-argentea, il becco e le zampe, con i tarsi dotati di speroni, sono grigio-azzurrognoli.
Le femmine presentano una colorazione generale bruno-camoscio-rossiccio scuro con barrature nere. L'iride è color marrone scuro; la pelle nuda intorno agli anelli oculari, il becco e le zampe si presentano di colore azzurrognolo-grigiastro; gli speroni sono assenti o solo minimamente accennati. Nel complesso possono essere facilmente confuse con le femmine di fagiano dorato, ma generalmente sono più grosse e presentano marcature del piumaggio maggiormente accentuate, mentre le zone di pelle nuda intorno agli anelli oculari e le zampe sono di colore azzurrognolo-grigiastro e non giallognolo come nelle femmine di fagiano dorato; la presenza di colore giallo in queste zone del corpo è indice di ibridazione con quest'ultimo.
Gli immaturi assomigliano alle femmine adulte sino a circa un anno di età, ma successivamente i colori si fanno evidenti. Tuttavia, è possibile riconoscerne il sesso anche molto prima osservando il colore dell'iride, che si presenta marrone scuro nelle femmine e bianco-argentea nei maschi.
Il fagiano di Lady Amherst è strettamente imparentato con il fagiano dorato (Chrysolophus pictus), con il quale può ibridarsi, dando vita a prole fertile e variopinta.

## Biologia

### Comportamento
È un fagiano sfuggente e difficile da avvicinare, che si sposta furtivamente allo scoperto e si ritira immediatamente a nascondersi al margine della foresta in caso di pericolo. I maschi tradiscono la loro presenza quando lanciano i loro richiami all'alba, appollaiati sugli alberi (Hennache e Ottaviani, 2006).
È stato osservato da solo, in coppia o in gruppi di tre. Secondo Cheng (1963), i gruppi costituiti da un maschio in compagnia di una o due femmine costituiscono la norma, mentre le bande comprendenti da 20 a 30 individui si formano solo occasionalmente in autunno e in inverno. In caso di inverni rigidi, queste bande fuggono dalle forti nevicate e si rifugiano nelle vallate per concentrare la loro attività nei campi mietuti, in cerca di nutrimento.

### Alimentazione
Cheng (1963) segnala che, quando è in cerca di cibo, il fagiano di Lady Amherst rovista nella ghiaia e rivolta i ciottoli ai piedi dei boschetti di bambù e persino in acque poco profonde alla ricerca di insetti. Cheng et al. (1978) aggiungono che gli stomaci di nove esemplari catturati nelle province del Sichuan e dello Yunnan contenevano chicchi di grano, nocciole, semi e sassolini. Infine, dei pulcini sono stati visti nutrirsi di lamponi (Rubus spp.), mirtilli rossi (Vaccinium sprengelii) e coriaria (Coriaria nepalensis) (Han et al., 1989).

### Riproduzione

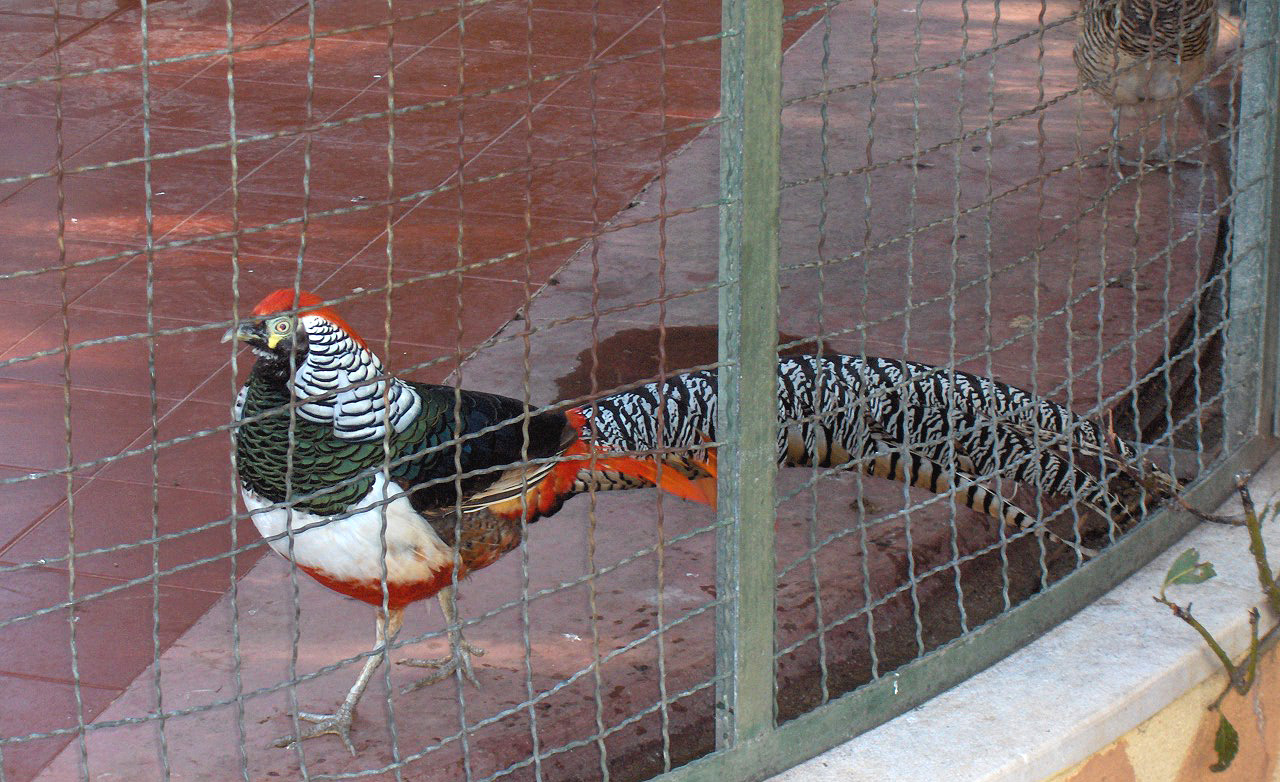
Esemplare ibridizzato con un fagiano dorato: la cresta rossa dovrebbe essere più corta e il petto non dovrebbe essere rosso.

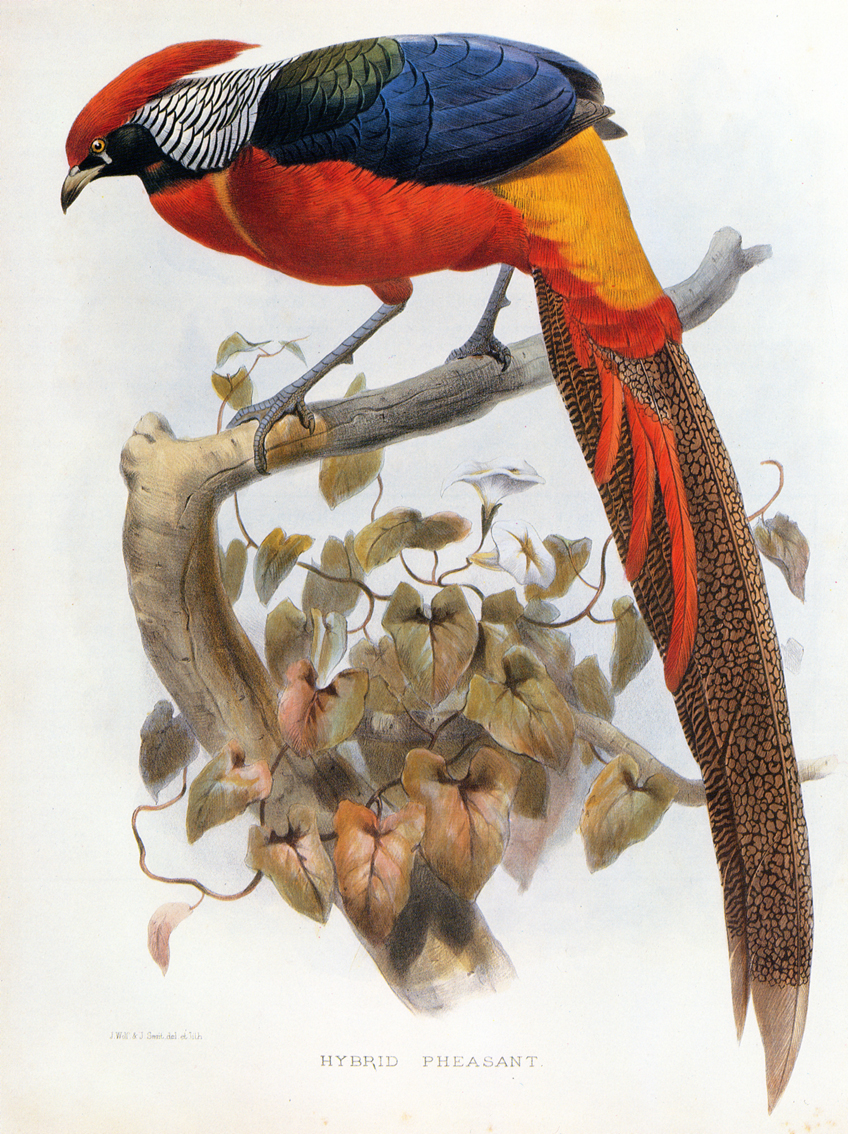
Ibrido Chrysolophus pictus × C. amherstiae in una litografia tratta da A Monograph of the Phasianidae di Daniel Giraud Elliot.

La parata nuziale è simile a quella del fagiano dorato: il maschio, con il collare aperto, insegue instancabilmente la femmina correndo, talvolta addirittura saltellando. Una volta avvicinatosi, spiega al massimo il lato del collare rivolto verso di lei, abbassa le ali per rivelare le piume rigonfie del groppone e allarga leggermente la coda, mettendo in mostra le larghe timoniere delimitate dalle copritrici superiori della coda, color rosso-arancio. Finché la femmina resta immobile (è spesso impegnata a nutrirsi), mantiene questa postura, ma in caso di fuga la insegue nuovamente con entusiasmo, le gira incessantemente intorno e cerca di sbarrarle il passaggio per esibire nuovamente il suo collare aperto a ventaglio. Se essa fugge di nuovo, si volta improvvisamente e ripete la sua esibizione dalla parte opposta. Talvolta cerca di posare una zampa sul dorso della femmina o di artigliarle i fianchi fino a quando essa non cede adottando un atteggiamento di sottomissione che provoca immediatamente l'accoppiamento. Quando la copulazione è finita, il maschio emette un breve sibilo di eccitazione (Hennache e Ottaviani, 2006).
Han et al. (1988, 1989, 1990) hanno condotto studi sul campo sulla biologia riproduttiva nella regione di Gulu, nella provincia dello Yunnan. I maschi adottano un comportamento nettamente territoriale attraverso l'emissione di richiami in un biotopo specifico di foreste di conifere e di foreste secondarie di pini (Pinus armandii) dove hanno effettuato le proprie parate nelle piccole radure a partire dalla metà di marzo. Il periodo della deposizione inizia a metà aprile, periodo nel quale non vi sono più maschi nel settore. Il nido è una piccola cavità rotonda e poco profonda, creata raschiando sul terreno, tappezzata con foglie secche e dissimulata ai piedi di un cespuglio o sotto un ramo morto; quattro nidi esaminati contenevano sei uova, uno solo ne conteneva sette.

## Distribuzione e habitat
Il fagiano di Lady Amherst è presente nella Birmania nord-orientale, nello Yunnan, nel Guizhou centrale e occidentale, nel Tibet sud-orientale e nel Sichuan centrale. Secondo Cheng (1963), la specie predilige in particolar modo i fitti boschetti di bambù e le boscaglie spinose sui versanti delle colline rocciose e delle montagne tra 2100 e 3600 metri di altitudine (in alcuni luoghi dello Yunnan anche fino a 4500 metri) e di solito non frequenta le foreste.
In passato, una popolazione selvatica autosufficiente era stata introdotta con successo in Inghilterra, la cui roccaforte era nel West Bedfordshire. Lady Amherst introdusse per la prima volta questo fagiano ornamentale nelle sue tenute, vicino all'abbazia di Woburn del duca di Bedford, dove gli uccelli venivano anche abbattuti come selvaggina e incrociati con altre specie di fagiani esotici. Tuttavia, dalla fine del 2015 si ritiene che la specie sia stata estirpata in Gran Bretagna senza avvistamenti confermati da marzo 2015. Nel 2020, un giovane maschio sarebbe stato avvistato a Stourbridge, West Midlands.

## Conservazione
La specie è stata considerata «indubbiamente florida negli habitat favorevoli» da Madge e McGowan (2002), che ne hanno stimato il numero in diverse decine di migliaia di esemplari. Tuttavia, Fuller e Garson (2000) la considerano prossima alla minaccia. La causa principale della sua diminuzione è la distruzione dell'habitat con conseguente frammentazione delle popolazioni. Bisogna aggiungere che le spoglie di questi animali vengono vendute come articoli ornamentali nei mercati cinesi, così come non è raro trovare esemplari vivi, chiusi in gabbia, nei mercati alimentari tradizionali (Howman, 1993).